# 第22回気候変動枠組条約締約国会議
第22回気候変動枠組条約締約国会議（だい22かいきこうへんどうわくぐみじょうやくていやくこくかいぎ)は、2016年11月7日から11月18日の日程でモロッコのマラケシュで開催された気候変動に関する会議である。気候変動枠組条約の下で開催された第22回目会議（COP22）である。議長はサラフッディン・メズアール モロッコ外務大臣兼協力担当大臣が務めた。196カ国からの代表者が参加し、2万人の参加者があることが期待されている。日本国からは山本公一環境大臣、外務・経済産業・環境・財務・文部科学・農林水産・国土交通各省の担当者らが出席した。
2020年からのパリ協定実施に向けその具体的なルール作りを議題とした。「パリ協定」のルールを2018年に作成することを成果文書として合意し閉幕した。